# Aliivibrio fischeri
Aliivibrio fischeri je gramnegativní tyčinkovitá bakterie, která se vyskytuje v mořské vodě a je schopná bioluminiscence.

## Název
Bakterie byla dříve známá pod názvy Photobacterium fischeri nebo Vibrio fischeri. Druhý uvedený název se dodnes výjimečně používá například v legislativě, přestože z hlediska biologické taxonomie již nejde o korektní název.

## Výskyt a popis
Aliivibrio fischeri pomocí bioluminiscence vyzařuje modrozelené světlo.
U bakterie byl poprvé popsán jev tzv. quorum sensing, tedy detekce přítomnosti bakterií stejného druhu a s tím související změny v organismu, který byl od té doby popsán u mnoha jiných druhů bakterií.

### Symbióza s olihněmi
Bakterie proslula svým symbiotickým vztahem s olihní sepiolou kropenatou (Euprymna scolopes), ale je schopná soužití i s jinými druhy olihní a dokonce i s některými druhy ryb. Zatímco bakterie na těle hostitele světélkuje a tím ho chrání před predátory, dostává na oplátku chráněné prostředí a některé živiny.

## Využití člověkem
Aliivibrio fischeri jsou vzhledem ke svému dobře popsanému vztahu s olihní častým terčem zkoumání vztahu mezi hostitelem a symbiotickým organismem a rovněž se používají pro zkoumání toxicity chemických látek.

### Podmínky pro růst
V laboratoři tyto bakterie prosperují v silně solném roztoku o koncentraci přibližně 20 g/l a o teplotě 24–28 °C. Jelikož se jedná o mořské bakterie, ve sladké vodě nastává lýza jejich buněk a pro některé kmeny mohou být fatální již teploty nad 34 °C. Jako zdroj živin pro bakterie se používá tradičně glycerol, při jeho použití je ale třeba dbát na okyselení prostředí, které bakterie jeho rozkladem způsobují a který pro ně může být fatální.

### Ekotoxikologické testy
Aliivibrio fischeri se využívá při hodnocení toxicity látek, kdy je ke vzorku bakterií přidán vzorek měřené látky a na základě útlumu (inhibice) luminiscence (např. s využitím luminometru) se stanoví toxicita látky nebo vzorku. Lze přitom využívat výluhy z pevných vzorků, vzorek zkoumané látky přímo rozpuštěný ve vodě nebo přímo vodný vzorek. Metoda není příliš vhodná pro silně zabarvené nebo zakalené vzorky, které mohou zkreslit úroveň luminiscence.
Česká legislativa umožňuje využívat testy na těchto bakteriích, a to například při určování toxicity odpadů (při postupu podle norem ČSN EN ISO 11348-X lze použít čerstvé, sušené nebo lyofilizované bakterie). V tomto případě se vzorek odpadu "naředí" čistou půdou, připraví se výluh a měří se procentuální pokles intenzity světla vyzařovaného bakteriemi, který pak slouží jako ukazatel ekotoxicity odpadu.